# Aphiloscia trifasciata
Aphiloscia trifasciata är en kräftdjursart som beskrevs av Stefano Taiti och Franco Ferrara 1980. Aphiloscia trifasciata ingår i släktet Aphiloscia och familjen Philosciidae. Inga underarter finns listade i Catalogue of Life.